# Sarah Championová
Sarah Deborah Champion, přechýleně Championová (* 10. července 1969, Maldon, UK), je britská politička za Labouristickou stranu. Zasedá jako poslankyně parlamentu za Rotherham v Dolní sněmovně. Do parlamentu byla poprvé zvolena při volbách v roce 2012.
Vystudovala psychologii na Sheffieldské univerzitě. Před vstupem do Parlamentu řídila umělecké dílny a byla zaměstnána jako generální ředitelka dětského hospice v Rotherhamu.
V září 2015 se ve stínovém kabinetu Jeremyho Corbyna stala Championová stínovou ministryní pro prevenci zneužívání. V červnu 2016 však rezignovala po hlasování o nedůvěře v Corbyna. V červenci 2016 se vrátila zpět. V říjnu 2016 byla jmenována do role stínové ministryně pro ženy a rovné příležitosti. V srpnu 2017 odstoupila Championová ze svého postu poté, co byla kritizována za názor uveřejněný v bulvárním The Sun. Ve zmíněném článku diskutovala o tom, co nazvala „problém“, kdy byly bílé dívky znásilňovány a zneužívány britskými pákistánskými muži. Stranická kolegyně Naz Shah to popsala jako „výbušné a nezodpovědné“.